# Unabhängigkeitserklärung des Kosovo

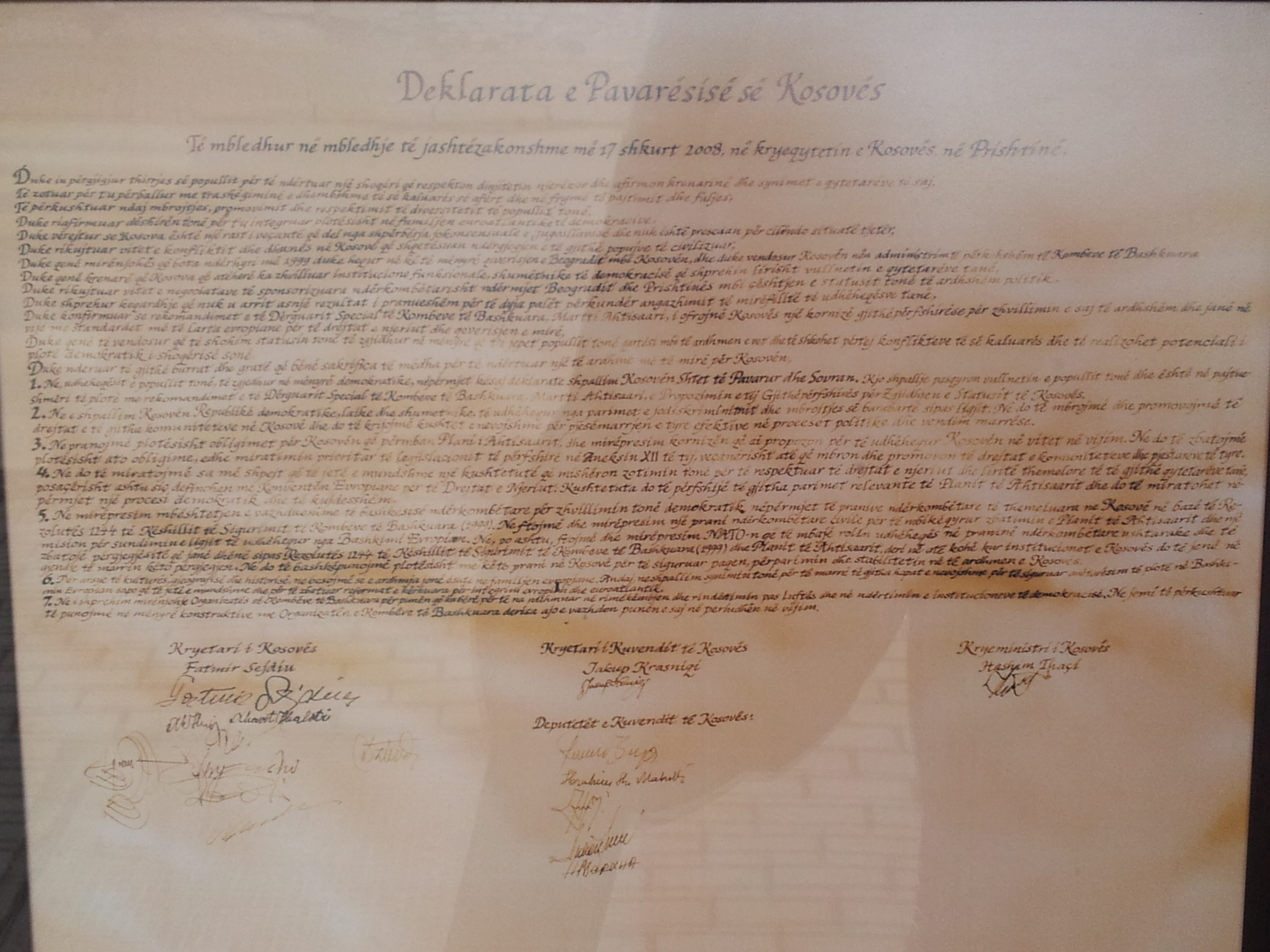
Unabhängigkeitserklärung des Kosovo

In der Unabhängigkeitserklärung des Kosovo (albanisch Shpallja e Pavarësisë së Kosovës, serbisch Декларација о независности Косова Deklaracija o nezavisnosti Kosova) proklamierte das kosovarische Parlament am 17. Februar 2008 die Loslösung von Serbien und die Unabhängigkeit der Republik Kosovo.

## Hintergrund

### Kosovo in Jugoslawien
Noch während des Zweiten Weltkrieges wurde Jugoslawien am 29. November 1943 als sozialistischer Staat neu gegründet. Die sozialistische Republik Serbien war eine von sechs Teilrepubliken. Im September 1945 wurde Kosovo zu einer Autonomen Provinz innerhalb der serbischen Teilrepublik. 1974 wurden die bereits seit der jugoslawischen Verfassung von 1946 bestehenden Rechte der beiden autonomen Provinzen Vojvodina und Kosovo maßgeblich erweitert, so dass deren weitgehende politische Selbstständigkeit erhalten blieb.
Nach dem Tod Titos im Jahr 1980 und der Zunahme des albanischen und serbischen Nationalismus im Kosovo gab es Uneinigkeit im Bund der Kommunisten, wie darauf zu reagieren sei. Eine Gruppe unter der Leitung von Slobodan Milošević unterstützte die serbischen Nationalisten im Kosovo und forderte die Aufhebung der Autonomie. Milošević gewann im Jahr 1989 die Wahl zum Präsidenten und setzte seinen Plan im Kosovo um. In der Folge kam es zu schweren ethnischen Spannungen und schließlich zum Zusammenbruch des Bundes der Kommunisten Jugoslawiens und zu den Jugoslawienkriegen.

### Gewaltloser Widerstand
Im September 1992 erklärten sich die Albaner im Kosovo durch ein Referendum erstmals für unabhängig; jedoch einzig von Albanien wurde die von Ibrahim Rugova ausgerufene Republik Kosova anerkannt. In den 1990er-Jahren kam es im Kosovo zu schweren Menschenrechtsverletzungen seitens des jugoslawischen Staates, gleichzeitig hielt die albanische Zivilbevölkerung unter Führung Rugovas einen Schatten- bzw. Parallelstaat aufrecht.

### Kosovokrieg
Im Frühjahr 1996 ging die UÇK zum bewaffneten Kampf über und unternahm Operationen im Kosovo, die sich gegen staatliche Einrichtungen richteten. Im März 1999 begann nach Vertreibung tausender Albaner die Operation Allied Force, ein ohne UN-Mandat geführter Luftkrieg gegen die Bundesrepublik Jugoslawien. Mit der Unterzeichnung des Abkommen von Kumanovo und der Resolution 1244 des UN-Sicherheitsrates endete der Kosovokrieg am 10. Juni 1999, woraufhin Serbien sämtliche staatlichen Strukturen einschließlich der Streitkräfte aus dem Kosovo abzog, und Kosovo unter UNMIK-Verwaltung gestellt wurde.

### Weg zur Unabhängigkeit und Ahtisaari-Plan

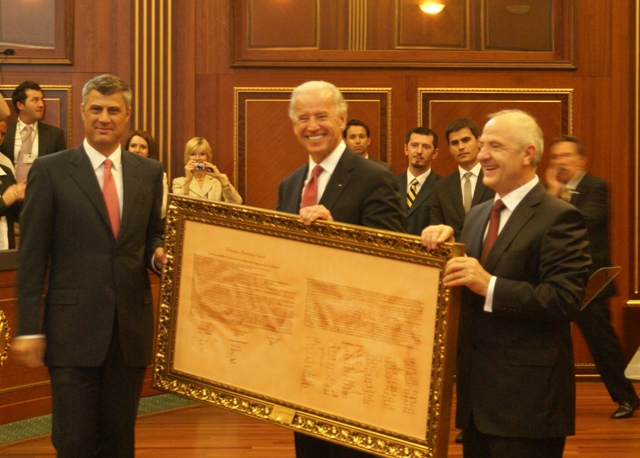
Hashim Thaçi und der damalige US-amerikanische Vizepräsident Joe Biden mit der Unabhängigkeitserklärung

Am 2. Februar 2007 stellte Martti Ahtisaari in Pristina und Belgrad die Vorschläge vor. Nach diesen sollte dem Kosovo erlaubt werden, eigene nationale Symbole zu führen und auch eigenständiges Mitglied in internationalen Organisationen zu werden. Es sollte sich um eine international überwachte Unabhängigkeit handeln, wobei der Begriff Unabhängigkeit im Vorschlag nicht explizit verwendet wurde. Während es von Seiten der USA und der Mehrheit der EU-Länder Zustimmung zum Ahtisaari-Plan gab, äußerten einige Staaten Vorbehalte – darunter Russland, China, Spanien, Griechenland, Italien, die Slowakei, Zypern, Rumänien und Österreich. Im April 2007 äußerte der US-Außenstaatssekretär Nicholas Burns im Kongress-Ausschuss für auswärtige Angelegenheiten, dass die USA in jedem Fall die Unabhängigkeit des Kosovo anerkennen werden, auch wenn es nicht zu einer entsprechenden Resolution des UN-Sicherheitsrates kommen sollte. Anfang Dezember endeten die Verhandlungen zwischen Serben und Kosovo-Albanern ohne eine Einigung. Präsident Sejdiu schloss weitere Verhandlungen aus und kündigte eine sehr baldige Unabhängigkeitserklärung des Kosovo an.

## Unabhängigkeitserklärung

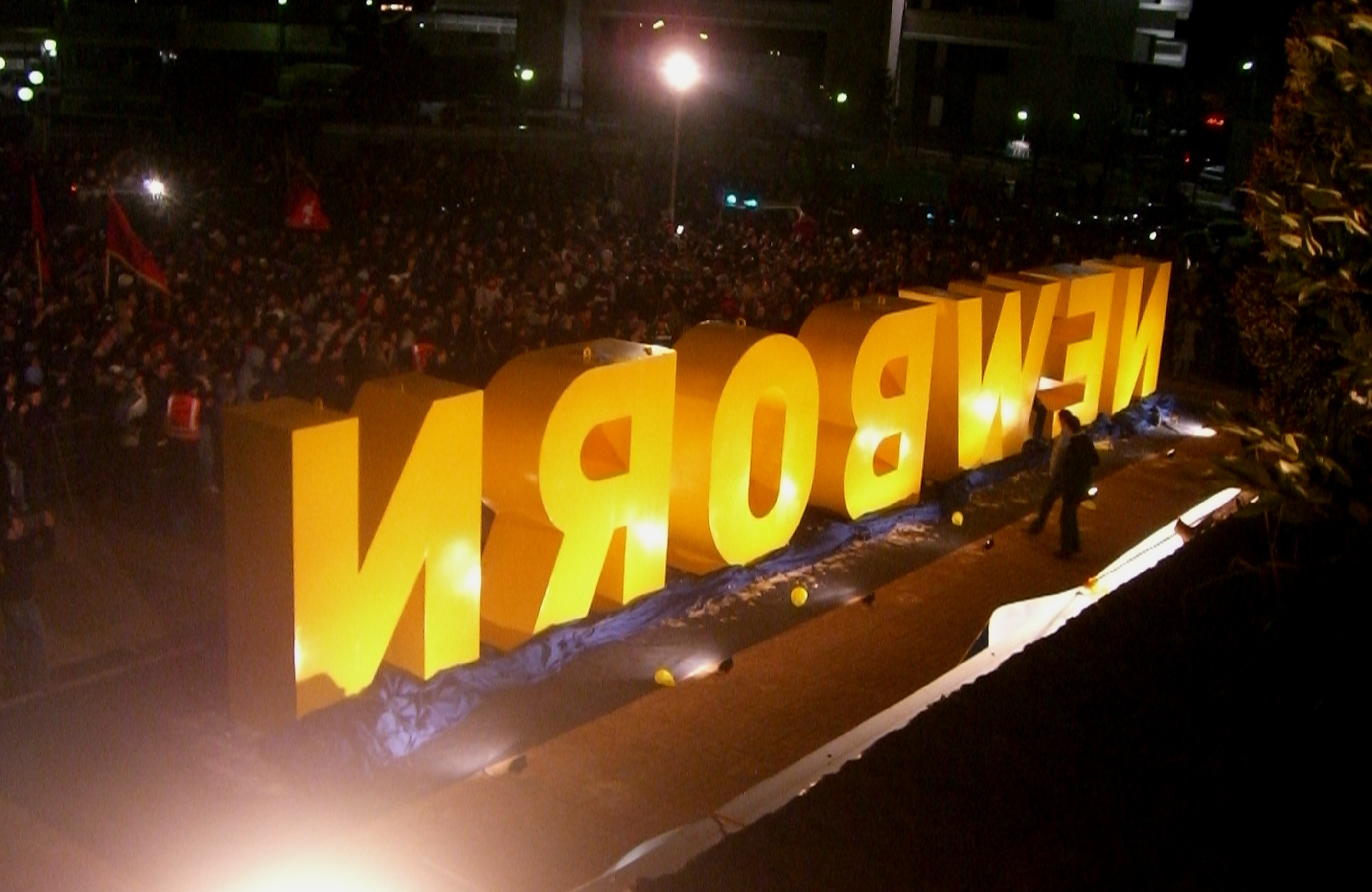
Enthüllung des NEWBORN-Denkmals

Am 17. Februar 2008 beschloss das kosovarische Parlament in einer Sitzung, die von 109 der 120 Mitglieder besucht wurde, einstimmig die Ausrufung der Republik Kosovo als unabhängigen Staat. Die serbische Minderheit boykottierte die Abstimmung. Zuvor hatte die Europäische Union den Beginn der EULEX-Mission gebilligt, bei der 1800 Polizisten und Juristen die Aufgaben der bisherigen UN-Verwaltung des Kosovo übernehmen sollen. Umgehend erklärte Serbien mit Verweis auf die gültige Resolution 1244 des UN-Sicherheitsrates, die Unabhängigkeit nicht zu akzeptieren. Mit dieser Resolution aus dem Jahr 1999 war die UN-Verwaltung des Gebiets festgelegt, gleichzeitig aber die Zugehörigkeit des Kosovo zur Bundesrepublik Jugoslawien bestätigt worden. Eine mögliche neue Resolution als Völkerrechtsgrundlage für die Unabhängigkeit scheiterte bisher an einem Veto durch Russland. Die Verfassung des Kosovo wurde am 7. April 2008 in Pristina unterzeichnet, am 9. April ratifiziert und trat im Juni 2008 in Kraft.
Die Unabhängigkeitserklärung wurde vom Künstler und Kalligrafen Shyqri Nimani auf einem 200 Jahre alten Pergament – einem Geschenk des Museum of London – niedergeschrieben, welches sich heute im Büro des Parlamentspräsidenten befindet. Die ersten Unterzeichner waren der damalige Präsident Fatmir Sejdiu, Parlamentspräsident Jakup Krasniqi und Ministerpräsident Hashim Thaçi.
Am Abend des 17. Februar wurde im Zentrum der Hauptstadt Pristina feierlich das NEWBORN-Denkmal eingeweiht.

## Internationale Reaktionen

### Serbien

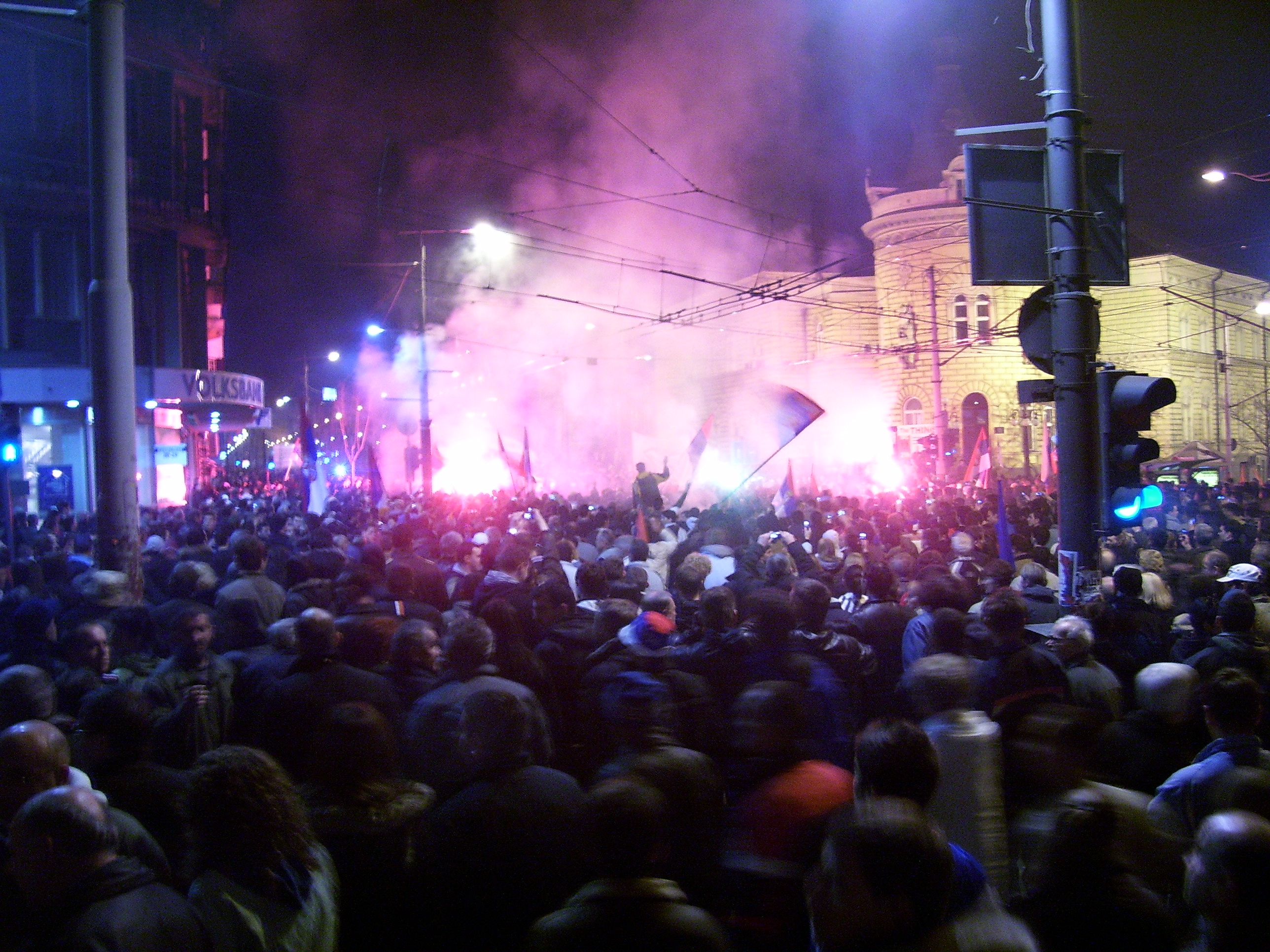
Proteste in Belgrad am 21. Februar 2008

Am 12. Februar 2008 leitete die serbische Regierung einen Plan ein, der die zu antizipierende Unabhängigkeit des Kosovo bekämpfen sollte. Dies führte dazu, dass serbische Botschafter aus Staaten zurückbeordert wurden, die den Kosovo anerkannten. Das serbische Innenministerium gab einen Haftbefehl für Hashim Thaçi, Fatmir Sejdiu und Jakup Krasniqi wegen Hochverrats aus.
Zwischen dem 17. und 28. Februar 2008 protestierten schätzungsweise über 500.000 Serben gegen die Unabhängigkeitserklärung Kosovos. Die Demonstration Kosovo ist Serbien (serbisch Косово је Србија Kosovo je Srbija) am 21. Februar 2008 brachte zwischen 200.000 und 500.000 Menschen auf die Straßen Belgrads. Die Demonstration verlief relativ friedlich, bis sich schätzungsweise 1000 Menschen der Gruppe gelöst haben und die Botschaft der Vereinigten Staaten anzündeten, die slowenische Botschaft stark und die kroatische leicht beschädigten. Die Flaggen der Europäischen Union, Kroatiens, Sloweniens und den USA wurden auch verbrannt. Die Botschaften Belgiens, Deutschlands und der Türkei erhielten kleinere Schäden. Die Schäden der Demonstration beliefen sich auf rund US$ 140.000. Am 25. Februar 2008 wurden zehn kosovarische Grenzpolizisten von rund 150 Demonstranten verletzt.

### Anerkennung des Kosovo
Einen Tag nach der Unabhängigkeitserklärung erkannten als erste Staaten Großbritannien, Frankreich, die USA, die Türkei, Albanien, Afghanistan und Costa Rica die Unabhängigkeit des Kosovo an. Deutschland folgte am 20., die Schweiz und Österreich am 27. Februar. Ende November 2012 hatten 96 der 193 UN-Mitgliedstaaten die Unabhängigkeitserklärung anerkannt. Bis heute haben 117 von insgesamt 193 Mitgliedstaaten der Vereinten Nationen die Republik Kosovo als unabhängigen Staat diplomatisch anerkannt.
Andere EU-Staaten wie Spanien und Rumänien, aber auch Großmächte wie Russland und China haben erklärt, die Unabhängigkeit Kosovos nicht anerkennen zu wollen. Eine wichtige Rolle spielt dabei für einige Staaten die Überlegung, dass die Anerkennung des Kosovo einen Präzedenzfall für weitere Sezessionsbestrebungen darstellen könnte.

### Internationaler Gerichtshof
Am 8. Oktober 2008 nahm die UN-Vollversammlung einen Antrag Serbiens an, die Rechtmäßigkeit der Unabhängigkeitserklärung des Kosovo durch den Internationalen Gerichtshof (IGH) prüfen zu lassen.
Am 22. Juli 2010 wurde die Entscheidung des Gerichts veröffentlicht. Es stellte klar, dass die einseitige Unabhängigkeitserklärung des Kosovo nicht im Widerspruch zum Völkerrecht stehe, da weder das Völkergewohnheitsrecht noch das Völkervertragsrecht ein Verbot einseitiger Unabhängigkeitserklärungen eines Volkes beinhalte. Insbesondere verletze die einseitige Unabhängigkeitserklärung des Kosovo nicht die territoriale Integrität Jugoslawiens bzw. Serbiens, weil territoriale Unversehrtheit als Völkerrechtsprinzip nur für das Verhältnis zwischen Staaten, nicht jedoch für Akteure innerhalb eines Staates gelte.
Ob das Kosovo damit tatsächlich, d. h. wirksam, seine Unabhängigkeit verfügt habe oder eine Einheit innerhalb eines Staates überhaupt das Recht habe, sich einseitig von diesem zu lösen, ließ das Gericht ausdrücklich offen.